# Acraea simulata
Acraea simulata är en fjärilsart som beskrevs av Le Doux 1923. Acraea simulata ingår i släktet Acraea och familjen praktfjärilar. Inga underarter finns listade i Catalogue of Life.